# ブロモ
ブロモ（Blomo）とは、「ブロガーモデル」の略語で、光文社から発売されている女性向けファッション誌『JJ』のファッションアイコン。第1期メンバーの4人は2012年2月号（2011年12月21日発売）でデビューし、以後ファッション・コスメ・ライフスタイル・観光地など様々なテーマの特集に登場している。
「とにかくリアル！」なコーディネートや私生活をブログや誌面を通じて発信している。コーディネートやヘア、ネイル、そしてライフスタイルなど、キレイになろうと努力する等身大の姿が読者から共感を集めている。専属モデルに比べ、スタイリスト・貸衣装に頼らず私服で雑誌に掲載されているため、更に身近で参考にしやすい部分が最大の魅力と言われる。

## メンバー

### 第1期
| 名前       | 生年月日       | 身長  | 担当コーデ                                                            |
| ---------- | -------------- | ----- | --------------------------------------------------------------------- |
| 三井智雅   | 1991年1月23日  | 165cm | COOL LADY クールな中にも甘さを秘めたバランスのいい辛めコーデ担当      |
| 大口智恵美 | 1989年12月12日 | 162cm | CASUAL 脱力系＆ゆるゆるのスタイルをおしゃれに着こなすルーズコーデ担当 |
| 田中美彩   | 1990年7月2日   | 169cm | RETRO GIRLY 甘めガーリーにレトロ小物を活かしたレトロコーデ担当        |
| 筆岡裕子   | 1986年10月28日 | 165cm | SWEET LADY 大人＆可愛い甘口レディなガーリーコーデ担当                 |

## Member's SNS
- 三井智雅
  - 三井智雅 オフィシャルブログ - Ameba Blog
  - @blomo_chika - twitter
- 大口智恵美
  - 大口智恵美 オフィシャルブログ - Ameba Blog
  - @blomo_chiemi - twitter
- 田中美彩
  - 田中美彩 オフィシャルブログ - Ameba Blog
  - @blomo_misa - twitter
- 筆岡裕子
  - 筆岡裕子 オフィシャルブログ - Ameba Blog
  - @blomo_hiroko - twitter